# マイク正岡
マイク・マサル・マサオカ（Mike Masaru Masaoka、日本名：正岡 優〈まさおか まさる〉、1915年10月15日 - 1991年6月26日）は、アメリカ合衆国のロビイスト。日系二世の中では、最も著名な指導者として知られている。夫人はノーマン・ミネタ元運輸長官の姉であるエツ・ミネタ。

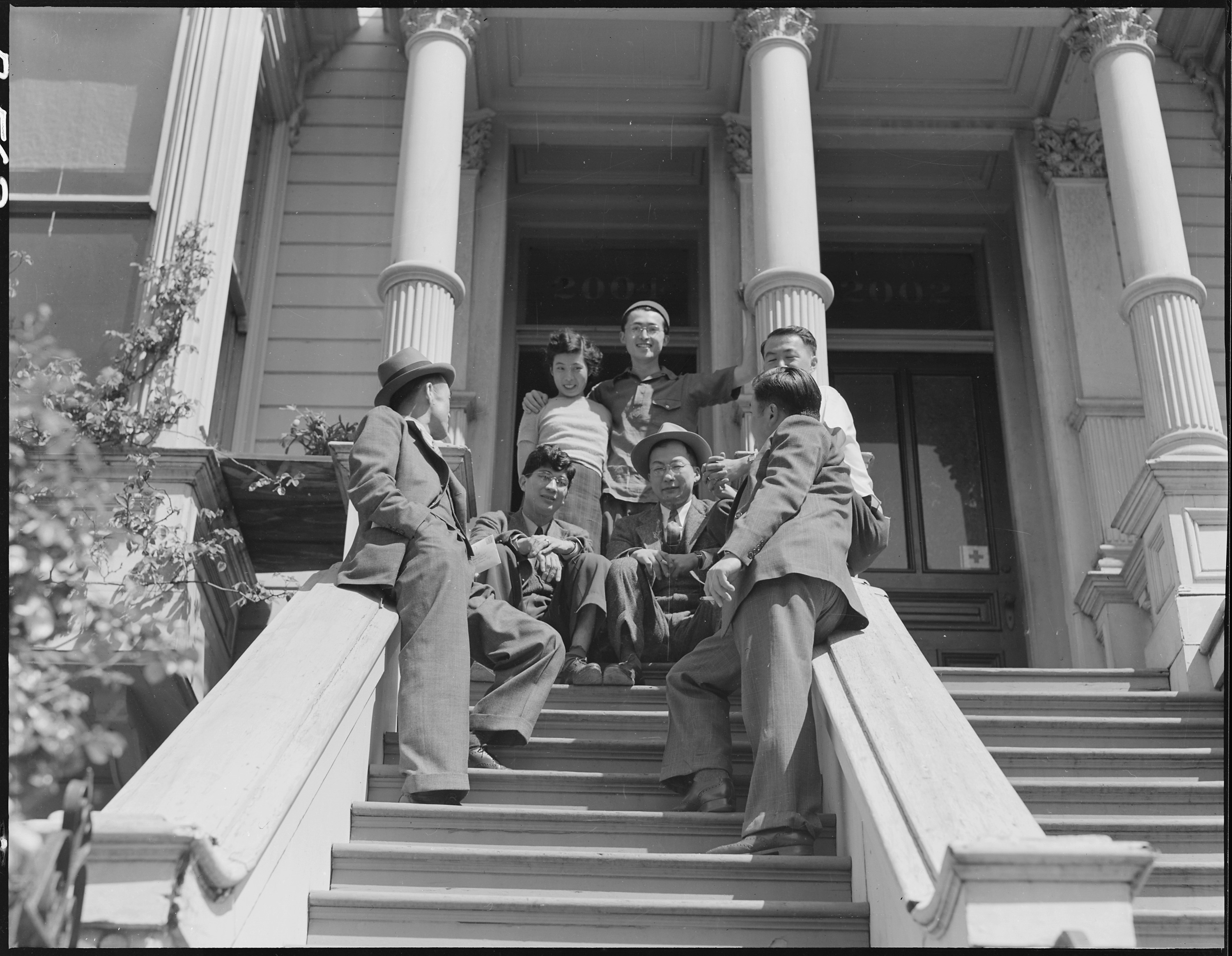
左から2番目がマイク（1942年4月25日、ドロシア・ラング撮影）

## 経歴
カリフォルニア州フレズノにて、広島県出身の父と熊本県出身の母との間に、6男1女の4番目（三男）として生まれる。ユタ州ソルトレイクシティに移り住んだ直後に、一家全員でモルモン教の信者となった。なお、父はマイクが9歳のときに事故により亡くなっている。
ユタ大学では、ディベートチャンピオンに選ばれ、1937年に同校を卒業し、政治学と経済学の学位を取得した。太平洋戦争勃発直前の25歳の時には、日系アメリカ人市民同盟（JACL）において、当時の城戸三郎会長の肝いりで、団体では創設以来初の有給書記長に抜擢され、ワシントンD.C.に赴任した。
太平洋戦争が始まると、正岡はJACLにおけるキーパーソンの一人となり、当初は日系人の強制収容問題を可能な限り穏便に解決すべく、ルーズベルト政権と幾度と無く交渉を重ねた。正岡は、アメリカの市民権を持つ二世を収容することに異議を唱え、一世のみを収容所送りにして、自分たち二世を兵士として戦場へ派遣する、という案を軍当局に提示した。しかし、その事が政府側との摩擦を悪化させる結果となり、最終的には、戦時転住局に協力するという姿勢に転じることとなった。結果として、日系人の間では正岡を「親不孝者」「政府に擦り寄る裏切り者」と批判する声が聞かれたが、それでも正岡はJACLのスポークスマンとして、「今犠牲を払わなければ、二世にとって戦後は無い」と主張して、政府への協力を強行し、政府に収容所における被抑留者と運営者側との摩擦を軽減する為の方法を提案した。
また連邦政府は、正岡を収容所における日系人との連絡係として利用された事から、彼自身が収容所に収監されることはなかった。
戦況の激化に伴い、正岡はかねてより主張していた「二世部隊」の実現に本格的に尽力するようになり、政府も長期化が予測された戦況を鑑みたうえで、日系人からの徴兵も検討するようになり、結果として、正岡の提案は受け入れられることとなった。第442連隊戦闘団の編成に伴い、正岡は真っ先に軍へ志願し、軍への入隊後は、フランス・イタリアへ派遣され、1944年10月下旬の、ヴォージュ山脈における所謂「失われた大隊」の救出作戦にも参加するなど、幾度と無く命の危険に晒されながらも、生還した。因みに、正岡兄弟のうち、年老いた母の生活の面倒を見ていた長兄のジョーを除く5人が軍へ志願し、次兄はフランスで戦死し、弟のうち2人は戦闘で重傷を負い、重度の身体障害者となってしまった。また、1951年の映画『二世部隊』では、技術顧問として製作に携わった。
戦後も、「外国で勝利を収めた戦争は、国内においても勝利を収めなければ意味が無い。国民が自由を享受する為には、その自由の為に戦い続けなければならない」という主張のもと、復員後に反差別委員会の委員長に就任したのを皮切りに、JACLの代表として日系人の権利向上の為に活動を続けた。その一方で、議会裏で活動するロビイストとしての資格もこの頃に得ている。活動の中でも代表的なものとしては、国府田敬三郎などとともに自分達の親世代である一世のアメリカ市民権獲得を実現させる為に、帰化権獲得同盟を結成したことが挙げられ、アジア事情に通じていた共和党のウォルター・ジャッド下院議員と提携して「移民帰化法案」を実現させるべく、法案に関係する議員や団体、マスコミ等に法案の趣旨を説明する、といった活動を展開した。その結果、1949年3月に同法案が下院を通過したのを機に、アメリカ国内の有力紙が「アメリカに永住する日系一世に対し、人種平等の立場から帰化権を与えるべき」といった内容の社説を掲載する、という成果を得るにまで至った。途中、民主党のパット・マッカラン上院司法委員長によって、法案の内容を日本からの年間の容認移民者数を、他の国の出身者に比べて少なく割り当てるよう修正されたり、当初の案とマッカランによる修正案をの両方をトルーマン大統領によって拒否権を発動されるなどの紆余曲折を経たものの、1952年6月27日に「移民帰化法」が成立し、マッカランは正岡を「ワシントンで最も成功したロビイスト」と評した。
1968年には、日本国政府より勲三等旭日中綬章を授与されている。
1972年に、ロビー活動に専念する為、JACLの役職を退いた。
晩年になると、正岡は太平洋戦争の頃を振り返って、政府から自分達の方針に沿う内容の「提案」を出すよう、圧力を掛けられていたことをほのめかすようになり、PBSの番組のインタビューでは、自身が取り続けていた姿勢を「本当に大掛かりな“芝居”だった」と語っている。
1991年に心筋梗塞でワシントンD.C.にて死去（76歳）。死去に際し、ノーマン・ミネタは正岡を「20世紀において最も素晴らしいアメリカ人のうちの一人」と称えるコメントを発表した。

## 関連文献
- ビル・細川と共著『モーゼと呼ばれた男　マイク・正岡』塩谷紘訳、TBSブリタニカ、1988年 ISBN 4484881136
- 渡辺正清『ヤマト魂　アメリカ・日系二世、自由への戦い』集英社、2001年 ISBN 4087812340